# Tomoyuki Doi
Tomoyuki Doi (jap. 土井 智之, Doi Tomoyuki; * 24. September 1997 in der Präfektur Hyōgo) ist ein japanischer Fußballspieler.

## Karriere
Tomoyuki Doi erlernte das Fußballspielen in den Jugendmannschaften vom Otsumo SC und Estrela Himeji FC, der Schulmannschaft der Kobe Koryo High School sowie in der Universitätsmannschaft der Fuji Tokoha University. Seinen ersten Vertrag unterschrieb er 2020 bei Albirex Niigata in Singapur. Der Verein ist ein Ableger des japanischen Zweitligisten Albirex Niigata und spielt in der höchsten singapurischen Fußballliga, der Singapore Premier League. 2020 feierte er mit Albirex die singapurische Meisterschaft. Nach 14 Spielen und elf Toren wechselte er im Januar 2021 zum Ligakonkurrenten Hougang United. Für Hougang schoss er in 21 Ligaspielen 19 Tore und wurde damit Torschützenkönig. In der gleichen Saison wurde er zum Spieler des Jahres gewählt. Doch schon kurze Zeit später wechselte er wieder zurück in seine Heimat zum Drittligisten Fujieda MYFC. Am Ende der Saison 2022 feierte er mit dem Verein die Vizemeisterschaft und den Aufstieg in die zweite Liga. Nach dem Aufstieg verließ er den Verein und wechselte nach Europa. Hier unterschrieb er in Albanien einen Vertrag beim Erstligisten KS Bylis Ballsh. Am Ende der Saison, in der er sieben Erstligaspiele bestritt, musste er mit dem Verein aus Ballsh als Tabellenvorletzter in die zweite Liga absteigen. Nach dem Abstieg wurde sein Vertrag nicht verlängert und er war ein halbes Jahr vereinslos, ehe ihn im Januar 2024 Geylang International aus der Singapore Premier League verpflichtete. Am Ende der Saison wurde er mit 44 Toren Torschützenkönig der Liga. Nach einer Spielzeit zog es ihn im Sommer 2025 nach Thailand. Hier unterschrieb er einen Vertrag beim Erstligisten BG Pathum United FC.

## Erfolge
Albirex Niigata (Singapur)
- Singapurischer Meister: 2020

## Auszeichnungen
Singapore Premier League
- Torschützenkönig

2021 (19 Tore)
2024/25 (44 Tore)
- Spieler des Jahres: 2021